# Чуни (село)
Чуни́ — село в Левашинском районе Дагестана.
Образует сельское поселение село Чуни как единственный населённый пункт в его составе.

## Географическое положение
Село Чуни расположено в 105 км от г. Махачкалы, на высоте 1450 м над уровнем моря, от него 79 км до ближайшей железной дороги и в 15 км до райцентра Леваши, граничит на юге с Акушинским районом, на западе — Верхним-Убеки, на юге с Эбдалая, Дитуншимахи, на востоке с Цухта. Находится на реке Барчума (Бакдатляр).

## Население
| 1888 | 1895 | 1926 | 1939 | 1959 | 1970 | 1989 |
| ---- | ---- | ---- | ---- | ---- | ---- | ---- |
| 412  | ↘405 | ↘342 | ↗407 | ↘302 | ↗373 | ↗534 |
| 2002 | 2010 | 2012 | 2013 | 2014 | 2015 | 2016 |
| ↗863 | ↗881 | ↘877 | ↘869 | ↘867 | ↘861 | ↗871 |
| 2017 | 2018 | 2019 | 2020 | 2021 | 2023 | 2024 |
| ↘869 | ↗871 | ↗875 | ↗887 | ↘779 | ↗786 | ↗814 |
| 2025 |      |      |      |      |      |      |
| ↗833 |      |      |      |      |      |      |

## История
Чуни было основано табунщиками нуцала из с. Сиух в XV веке, а нуцалы собирали подати до Акуши включительно. Когда ушло поколение людей, при которых установилось иго нуцалов, потомки их восстали. Одни предания называют руководителем восстания Айса-Мирзу, другие — Аминал-Баганда из Акуша. Войско нуцала было оттеснено «за цудахарскую реку», поборы прекратились.